# Melemaea magdalena
Melemaea magdalena är en fjärilsart som beskrevs av George Duryea Hulst 1896. Melemaea magdalena ingår i släktet Melemaea och familjen mätare. Inga underarter finns listade i Catalogue of Life.